# The Best of Syd Barrett: Wouldn't You Miss Me?
The Best of Syd Barrett: Wouldn't You Miss Me? es un álbum recopilatorio lanzado en 2001 que contiene "lo mejor" de los álbumes de Syd Barrett de 1970 The Madcap Laughs y Barrett, y de la colección de 1988 Opel.
Como extras incluye "Two Of A Kind", de una actuación de Barrett para el show de John Peel de febrero de 1970 sacada de la colección privada de David Gilmour y la inédita versión de "Bob Dylan Blues".

## Lista de canciones
- Todas las canciones compuestas por Syd Barrett, excepto donde se indique lo contrario.

1. "Octopus" – 3:48
2. "Late Night" – 3:14
3. "Terrapin" – 5:03
4. "Swan Lee (Silas Lang)" – 3:14
5. "Wolfpack" – 3:45
6. "Golden Hair" (Barrett/Joyce) – 2:00
7. "Here I Go" – 3:11
8. "Long Gone" – 2:49
9. "No Good Trying" – 3:25
10. "Opel" – 6:26
11. "Baby Lemonade" – 4:10
12. "Gigolo Aunt" – 5:45
13. "Dominoes" – 4:06
14. "Wouldn't You Miss Me (Dark Globe)" – 3:01
15. "Wined and Dined" – 2:56
16. "Effervescing Elephant" – 1:55
17. "Waving My Arms in the Air" – 2:07
18. "I Never Lied to You" – 1:49
19. "Love Song" – 3:02
20. "Two of a Kind" (posiblemente compuesta por Richard Wright) – 2:35
21. "Bob Dylan Blues" – 3:14
22. "Golden Hair" (instrumental) – 1:50

## Producción
- Syd Barrett – productor
- Tim Chacksfield – Project Coordinator
- David Gilmour – productor
- Peter Jenner – productor
- Malcolm Jones – productor
- Peter Mew – remasterización
- Mark Paytress – notas
- Nigel Reeve – coordinador
- Phil Smee – diseño

- Datos: Q266390